# Grăniceri, Arad
Grăniceri (în maghiară: Ottlaka) este satul de reședință al comunei cu același nume din județul Arad, Crișana, România.

## Geografie
Grăniceriul este situat  în Câmpia Crișurilor, la granița de vest a României, la  61 km de municipiul Arad.
Teritoriul localității are un relief de câmpie.
- Latitudine N: 46.52
- Longitudine E: 21.3

## Istorie
Deși urmele locuirii pe aceste meleaguri sunt timpurii – pe teritoriul localității fiind descoperit la începutul secolului al XX-lea un tezaur din aur datând din epoca târzie a bronzului.
Satul Grăniceri este atestat documentar pentru prima dată în anul 1438.

## Economia
Economia cunoaște în prezent o dinamică puternică, cu creșteri importante semnalate în toate sectoarele de activitate prezente pe raza satului. Localitatea Grăniceri a fost un important punct de trecere al frontierei pe calea ferată.

## Atracții turistice
- Biserica Sf. Gheorghe, din 1758.
- Lacuri piscicole.

## Personalități
- Max Herz (1856-1919), arhitect.
- Gheorghe Vidican (delegat) (1864 - 1930), delegat în Marea Adunare Națională de la Alba Iulia 1918